# Oscar al miglior cortometraggio documentario
L'Oscar al miglior cortometraggio documentario (Academy Award for Best Documentary Short Subject) viene assegnato al cortometraggio documentario votato come migliore dall'Academy of Motion Picture Arts and Sciences, cioè l'ente che assegna gli Academy Awards, i celebri premi conosciuti in Italia come premi Oscar.

## Vincitori e candidati
Vengono di seguito indicati in grassetto i vincitori. Ove ricorrente e disponibile, viene indicato il titolo in lingua italiana e quello in lingua originale tra parentesi. Gli anni indicati sono quelli in cui è stato assegnato il premio e non quello in cui è stato diretto il film. 

### 1940
- 1942
  - Churchill's Island, regia di Stuart Legg
  - Adventure in the Bronx
  - Bomber, regia di Carl Sandburg
  - Christmas under Fire, regia di Charles Hasse e Harry Watt
  - Letter from Home, regia di Carol Reed
  - Life of a Thoroughbred, regia di Tom Cummiskey
  - Norway in Revolt
  - A Place to Live
  - Russian Soil
  - Soldiers of the Sky, regia di Earl Allvine
  - War Clouds in the Pacific, regia di Stuart Legg
- 1943: Non assegnato
- 1944
  - December 7th, regia di John Ford e Gregg Toland
  - Children of Mars, regia di Frank Donovan
  - Plan for Destruction, regia di Edward L. Cahn
  - Swedes in America, prodotto dalla United States Office of War
  - To the People of the United States, regia di Walter Wanger
  - Tomorrow We Fly, prodotto dalla United States Navy
  - Youth in Crisis, prodotto dalla The March of Time
- 1945
  - With the Marines at Tarawa, prodotto dalla United States Marine Corps
  - Arturo Toscanini, regia di Alexander Hammid
  - New Americans, regia di Slavko Vorkapich
- 1946
  - Hitler Lives?, regia di Saul Elkins
  - Library of Congress, regia di Alexander Hammid
  - To the Shores of Iwo Jima, prodotto dalla United States Marine Corps
- 1947
  - Seeds of Destiny, regia di Gene Fowler Jr.
  - Atomic Power, prodotto dalla The March of Time
  - Life at the Zoo, regia di Artkino
  - Paramount News Issue 37, prodotto dalla Paramount Pictures
  - Traffic with the Devil, regia di Gunther von Fritsch
- 1948
  - First Steps, regia di Hans Burger
  - Passport to Nowhere, regia di Frederic Ullman Jr.
  - School in the Mailbox, prodotto dall'Australian News & Information Bureau
- 1949
  - Toward Independence, prodotto dalla United States Army
  - Heart to Heart, regia di Gunther von Fritsch
  - Operation Vittles, prodotto dalla United States Army Air Forces

### 1950
- 1950
  - A Chance To Live, regia di James L. Shute (ex aequo)
  - So Much for So Little, regia di Chuck Jones (ex aequo)
  - 1848, regia di Victoria Mercanton
  - The Rising Tide, regia di Jean Palardy
- 1951
  - Why Korea?, regia di Edmund Reek
  - The Fight: Science against Cancer, regia di Morten Parker
  - The Stairs, prodotto dalla Film Documents Inc.
- 1952
  - Benjy, regia di Fred Zinnemann
  - One Who Came Back, regia di Owen Crump
  - The Seeing Eye, regia di Gordon Hollingshead
- 1953
  - Neighbours, regia di Norman McLaren
  - Devil Take Us, regia di Herbert Morgan
  - Epeira Diadema, regia di Alberto Ancilotto
  - Man Alive!, regia di William T. Hurtz
- 1954
  - Cacciatori eschimesi (The Alaskan Eskimo), regia di James Algar
  - The Living City, regia di John Barnes e Haskell Wexler
  - Operation Blue Jay, prodotto dalla United States Army Signal Corps
  - They Planted a Stone, regia di James Carr
  - The Word, regia di John Healy e John Adams
- 1955
  - Thursday's Children, regia di Lindsay Anderson e Guy Brenton
  - Rembrandt: A Self-Portrait, regia di Morrie Roizman
  - Jet Carrier, regia di Otto Lang
- 1956
  - Uomini contro l'Artide (Men Against the Arctic), regia di Winston Hibler
  - The Battle of Gettysburg, regia di Herman Hoffman
  - The Face of Lincoln, regia di Wilbur T. Blume
- 1957
  - The True Story of the Civil War, regia di Louis Clyde Stoumen
  - A City Decides, regia di Charles Guggenheim
  - The Dark Wave, regia di Jean Negulesco
  - The House without a Name, regia di Valentine Davies
  - Man in Space, regia di Ward Kimball
- 1958
  - Non assegnato
- 1959
  - Ama Girls, regia di Ben Sharpsteen
  - Employees Only, regia di Kenneth G. Brown
  - Journey into Spring, regia di Ralph Keene
  - The Living Stone, regia di John Feeney
  - Oeuverture, regia di Gian Luigi Polidoro

### 1960
- 1960
  - Glas, regia di Bert Haanstra
  - Paperino nel mondo della matemagica (Donald in Mathmagic Land), regia di Milt Banta e Bill Berg
  - From Generation to Generation, regia di Edward F. Cullen
- 1961
  - Giuseppina, regia di James Hill
  - Beyond Silence, regia di United States Information Agency
  - A City Called Copenhagen (En by ved navn København), regia di Jørgen Roos
  - George Grosz' Interregnum, regia di Charles Carey e Altina Carey
  - Universe, regia di Roman Kroitor e Colin Low
- 1962
  - Project Hope, regia di Frank P. Bibas
  - Breaking the Language Barrier, prodotto dalla United States Air Force
  - Cradle of Genius, regia di Paul Rotha
  - Kahl, regia di Dido-Film GmbH
  - L'uomo in grigio, regia di Miro e Zac, produttore Benedetto Benedetti
- 1963
  - Dylan Thomas, regia di Jack Howells
  - The John Glenn Story, regia di William L. Hendricks
  - The Road to the Wall, regia di Robert Saudek
- 1964
  - Chagall, regia di Lauro Venturi
  - The Five Cities of June, regia di Bruce Herschensohn
  - The Spirit of America, regia di Algernon G. Walker
  - Thirty Million Letters, regia di Edgar Anstey
  - To Live Again, regia di Mel London
- 1965
  - Nine from Little Rock, regia di Charles Guggenheim
  - Breaking the Habit, regia di John Korty
  - Children Without, regia di Charles Guggenheim
  - Kenojuak (Eskimo Artist: Kenojuak), regia di John Feeney
  - 140 Days under the World, regia di Geoffrey Scott e Oxley Hughan
- 1966
  - To Be Alive!, regia di Alexander Hammid e Francis Thompson
  - Mural on Our Street, regia di Kirk Smallman
  - Point of View, regia di Lee R. Bobker
  - Ouverture, regia di Edmond Levy
  - Yeats Country, regia di Patrick Carey
- 1967
  - A Year Toward Tomorrow, regia di Edmond Levy
  - Adolescence, regia di Vladimir Forgency[1]
  - Cowboy, regia di Michael Ahnemann
  - The Odds Against, regia di Lee R. Bobker
  - Saint Matthew Passion, regia di Imre Gyöngyössy
- 1968
  - The Redwoods, regia di Mark Harris e Trevor Greenwood
  - Monument to the Dream, regia di Charles Guggenheim e L.T. Iglehart
  - A Place To Stand, regia di Christopher Chapman
  - See You at the Pillar, regia di Robert Fitchett
  - While I Run This Race, regia di Edmond Levy
- 1969
  - Why Man Creates, regia di Elaine Bass e Saul Bass
  - The House that Ananda Built, regia di Fali Bilimoria
  - The Revolving Door, regia di Lee R. Bobker
  - A Space to Grow, regia di Thomas P. Kelly Jr.
  - A Way Out of the Wilderness, regia di Dan E. Weisburd

### 1970
- 1970
  - Czechoslovakia, 1968, regia di Robert M. Fresco e Denis Sanders
  - An Impression of John Steinbeck: Writer, regia di Donald Wrye
  - Jenny Is a Good Thing, regia di Joan Horvath
  - Leo Beuerman, regia di Herk Harvey
  - The Magic Machines, regia di Bob Curtis
- 1971
  - Interviews with My Lai Veterans, regia di Joseph Strick
  - The Gifts, regia di Robert McBride
  - A Long Way from Nowhere, regia di Bob Aller
  - Oisin, regia di Patrick Carey
  - Time Is Running Out, regia di Robert Ménégoz
- 1972
  - Centinelas del silencio, regia di Robert Amran
  - Adventures in Perception, regia di Han van Gelder
  - Art Is..., regia di Julian Krainin e DeWitt L. Sage Jr.
  - The Numbers Start with the River, regia di Donald Wrye
  - Somebody Waiting, regia di Hal Riney, Dick Snider e Sherwood Omens
- 1973
  - This Tiny World (Deze kleine wereld), regia di Charles Huguenot van der Linden
  - Hundertwasser's Rainy Day (Hundertwassers Regentag), regia di Peter Schamoni
  - K-Z, regia di Giorgio Treves
  - Selling Out, regia di Tadeusz Jaworski
  - The Tide of Traffic, regia di Humphrey Swingler
- 1974
  - Princeton: A Search for Answers, regia di Julian Krainin e DeWitt L. Sage Jr.
  - Background, regia di Carmen D'Avino
  - Children at Work (Paisti Ag Obair), regia di Louis Marcus
  - Christo's Valley Curtain, regia di Ellen Giffard e Albert Maysles
  - Four Stones for Kanemitsu, regia di Terry Sanders
- 1975
  - Don't, regia di Robin Lehman
  - City Out of Wilderness, regia di Francis Thompson
  - Exploratorium, regia di Jon Boorstin
  - John Muir's High Sierra, regia di Dewitt Jones e Lesley Foster
  - Naked Yoga, regia di Paul Corsden
- 1976
  - The End of the Game, regia di Robin Lehman
  - Arthur and Lillie, regia di Jon Else
  - Millions of Years Ahead of Man, regia di Manfred Baier
  - Probes in Space, regia di George V. Casey
  - Whistling Smith, regia di Marrin Canell e Michael J.F. Scott
- 1977
  - Number Our Days, regia di Lynne Littman
  - American Shoeshine, regia di Sparky Greene
  - Blackwood, regia di Tony Ianzelo e Andy Thompson
  - The End of the Road, regia di John Armstrong
  - Universe, regia di Lester Novros
- 1978
  - Gravity Is My Enemy, regia di John C. Joseph
  - Agueda Martinez: Our People, Our Country, regia di Moctesuma Esparza
  - First Edition, regia di Helen Whitney
  - Of Time, Tombs and Treasure, regia di James R. Messenger e Paul N. Raimondi
  - The Shetland Experience, regia di Douglas Gordon
- 1979
  - The Flight of the Gossamer Condor, regia di Jacqueline Phillips Shedd e Ben Shedd
  - The Divided Trail: A Native American Odyssey, regia di Jerry Aronson
  - An Encounter with Faces, regia di Vidhu Vinod Chopra
  - Goodnight Miss Ann, regia di August Cinquegrana
  - Squires of San Quentin, regia di J. Gary Mitchell

### 1980
- 1980
  - Paul Robeson: Tribute to an Artist, regia di Saul J. Turell
  - Dae, regia di Risto Teofilovski
  - Koryo Celadon, regia di Donald A. Connolly
  - Nails, regia di Phillip Borsos
  - Remember Me, regia di Dick Young
- 1981
  - Karl Hess: Toward Liberty, regia di Roland Hallé e Peter W. Ladue
  - Don't Mess with Bill, regia di John Watson
  - The Eruption of Mount St. Helens!, regia di George Casey
  - It's the Same World, regia di Dick Young
  - Luther Metke at 94, regia di Jorge Preloran
- 1982
  - Close Harmony, regia di Nigel Noble
  - Urge to Build, regia di Roland Hallè
  - Americas in Transition, regia di Obie Benz
  - Journey for Survival, regia di Dick Young
  - See What I Say, regia di Freddie Stevens
- 1983
  - If You Love This Planet, regia di Terre Nash
  - Gods of Metal, regia di Robert Richter
  - The Klan: A Legacy of Hate in America, regia di Charles Guggenheim e Werner Schumann
  - To Live or Let Die, regia di Terry Sanders
  - Traveling Hopefully, regia di John G. Avildsen
- 1984
  - Flamenco at 5:15, regia di Cynthia Scott
  - In the Nuclear Shadow: What Can the Children Tell Us?, regia di Eric Thiermann e Vivienne Verdon-Roe
  - Sewing Woman, regia di Arthur Dong
  - Spaces: The Architecture of Paul Rudolph, regia di Robert Eisenhardt
  - You Are Free (Ihr zent frei), regia di Dea Brockman e Ilene Landis
- 1985
  - The Stone Carvers, regia di Marjorie Hunt e Paul Wagner
  - The Children of Soong Ching Ling, regia di Gary Bush e Paul T.K. Lin
  - Code Gray: Ethical Dilemmas in Nursing, regia di Ben Achtenberg e Joan Sawyer
  - The Garden of Eden, regia di Roger M. Sherman
  - Recollections of Pavlovsk, regia di Irina Kalinina
- 1986
  - Witness to War: Dr. Charlie Clements, regia di Deborah Shaffer
  - The Courage to Care, regia di Robert A. Gardner
  - Keats and His Nightingale: A Blind Date, regia di James Wolpaw
  - Making Overtures: The Story of a Community Orchestra, regia di Larry Weinstein
  - The Wizard of the Strings, regia di Peter Friedman
- 1987
  - Women: for America, for the World, regia di Vivienne Verdon-Roe
  - The Master of Disaster, regia di Sonya Friedman
  - Debonair Dancers, regia di Alison Nigh-Strelich
  - Red Grooms: Sunflowers in a Hothouse, regia di Thomas L. Neff
  - Sam, regia di Aaron D. Weisblatt
- 1988
  - Young at Heart, regia di Sue Marx e Pamela Conn
  - Frances Steloff: Memoirs of a Bookseller, regia di Deborah Dickson
  - In the Wee Wee Hours, regia di Frank Daniel e Izak Ben-Meir
  - Silver into Gold, regia di Lynn Mueller
  - Languages Says It All, regia di Megan Williams
- 1989
  - You Don't Have to Die, regia di Malcolm Clarke e Bill Guttentag
  - The Children's Storefront, regia di Karen Goodman
  - Family Gathering, regia di Lise Yasui e Ann Tegnell
  - Gang Cops, regia di Thomas B. Fleming e Daniel Marks
  - Portrait of Imogen, regia di Meg Partridge

### 1990
- 1990
  - The Johnstown Flood, regia di Charles Guggenheim
  - Fine Food, Fine Pastries, Open 6 to 9, regia di David Petersen
  - Yad Vashem: Preserving the Past to Ensure the Future, regia di Ray Errol Fox
- 1991
  - Days of Waiting, regia di Steven Okazaki
  - Burning Down Tomorrow, regia di Kit Thomas
  - Chimps: So Like Us, regia di Karen Goodman e Kirk Simon
  - Journey into Life: The World of the Unborn, regia di Derek Bromhall
  - Rose Kennedy: A Life to Remember, regia di Terry Sanders
- 1992
  - Deadly Deception: General Electric, Nuclear Weapons and Our Environment, regia di Debra Chasnoff
  - Birdnesters of Thailand (Chasseurs des ténèbres), regia di Éric Valli
  - A Little Vicious, regia di Immy Humes
  - The Mark of the Maker, regia di David McGowan
  - Memorial: Letters From American Soldiers, regia di Bill Couturié
- 1993
  - Educating Peter, regia di Gerardine Wurzburg
  - At the Edge of Conquest: The Journey of Chief Wai-Wai, regia di Geoffrey O'Connor
  - Beyond Imagining: Margaret Anderson and the "Little Review"
  - The Colours of My Father: A Portrait of Sam Borenstein, regia di Joyce Borenstein
  - When Abortion Was Illegal: Untold Stories, regia di Dorothy Fadiman
- 1994
  - Defending Our Lives, regia di Margaret Lazarus e Renner Wunderlich
  - Blood Ties: The Life and Work of Sally Mann, regia di Steven Cantor e Peter Spirer
  - Chicks in White Satin, regia di Elaine Holliman
- 1995
  - A Time for Justice
  - 89 mm from Europe (89 mm od Europy), regia di Marcel Lozinski
  - Blues Highway, regia di Bill Guttentag
  - School of the Americas Assassins
  - Straight from the Heart, regia di Dee Mosbacher e Frances Reid
- 1996
  - One Survivor Remembers, regia di Kary Antholis
  - Jim Dine: A Self-Portrait on the Walls, regia di Nancy Dine
  - The Living Sea, regia di Greg MacGillivray
  - Never Give Up: The 20th Century Odyssey of Herbert Zipper, regia di Terry Sanders
  - The Shadow of Hate, regia di Charles Guggenheim
- 1997
  - Breathing Lessons: The Life and Work of Mark O'Brien, regia di Jessica Yu
  - Cosmic Voyage, regia di Bayley Silleck
  - An Essay on Matisse, regia di Perry Wolff
  - Special Effects: Anything Can Happen, regia di Ben Burtt
  - The Wild Bunch: An Album in Montage, regia di Paul Seydor
- 1998
  - A Story of Healing, regia di Donna Dewey
  - Alaska: Spirit of the Wild, regia di George Casey
  - Amazon, regia di Kieth Merrill
  - Family Video Diaries: Daughter of the Bride, regia di Terri Randall
  - Still Kicking: The Fabulous Palm Springs Follies, regia di Mel Damski
- 1999
  - The Personals, regia di Keiko Ibi
  - A Place in the Land, regia di Charles Guggenheim
  - Sunrise Over Tiananmen Square, regia di Shui-Bo Wang e Donald McWilliams

### 2000
- 2000
  - King Gimp, regia di Susan Hannah Hadary e William A. Whiteford
  - Eyewitness, regia di Bert Van Bork
  - The Wildest Show in the South: The Angola Prison Rodeo, regia di Simeon Soffer
- 2001
  - Big Mama, regia di Tracy Seretean
  - Curtain Call, regia di Charles Braverman
  - Dolphins, regia di Greg MacGillivray
  - The Man On Lincoln's Nose, regia di Daniel Raim
  - On Tiptoe: Gentle Steps to Freedom, regia di Eric Simonson
- 2002
  - Thoth, regia di Sarah Kernochan
  - Artists and Orphans: A True Drama, regia di Lianne Klapper-McNally
  - Sing!, regia di Freida Lee Mock
- 2003
  - Twin Towers, regia di Bill Guttentag, Robert David Port
  - The Collector of Bedford Street, regia di Alice Elliott
  - Mighty Times: The Legacy of Rosa Parks, regia di Robert Houston
  - Why Can't We Be a Family Again?, regia di Roger Weisberg e Murray Nossel
- 2004
  - Chernobyl Heart, regia di Maryann DeLeo
  - Asylum, regia di Sandy McLeod
  - Ferry Tales, regia di Katja Esson
- 2005
  - Mighty Times: The Children's March, regia di Robert Houston
  - Autism Is a World, regia di Gerardine Wurzburg
  - The Children of Leningradsky, regia di Hanna Polak
  - Hardwood, regia di Hubert Davis
  - Sister Rose's Passion, regia di Oren Jacoby
- 2006
  - A Note of Triumph: The Golden Age of Norman Corwin, regia di Eric Simonson
  - God Sleeps in Rwanda, regia di Kimberlee Acquaro, Stacy Sherman
  - The Life of Kevin Carter, regia di Dan Krauss
  - The Mushroom Club, regia di Steven Okazaki
- 2007
  - The Blood of Yingzhou District, regia di Ruby Yang
  - Recycled Life, regia di Leslie Iwerks
  - Rehearsing a Dream, regia di Karen Goodman
  - Two Hands, regia di Nathaniel Kahn
- 2008
  - Freeheld, regia di Cynthia Wade
  - La corona, regia di Amanda Micheli e Isabel Vega
  - Salim Baba, regia di Tim Sternberg
  - Sari's Mother, regia di James Longley
- 2009
  - Smile Pinki, regia di Megan Mylan
  - The Conscience of Nhem En, regia di Steven Okazaki
  - The Final Inch, regia di Irene Taylor Brodsky e Tom Grant (produttore cinematografico)
  - The Witness from the Balcony of Room 306, regia di Adam Pertofsky e Margaret Hyde

### 2010
- 2010
  - Music by Prudence, regia di Roger Ross Williams e Elinor Burkett
  - China’s Unnatural Disaster: The Tears of Sichuan Province, regia di Jon Alpert e Matthew O’Neill
  - The Last Campaign of Governor Booth Gardner, regia di Daniel Junge e Henry Ansbacher
  - The Last Truck: Closing of a GM Plant, regia di Steven Bognar e Julia Reichert
  - Rabbit à la Berlin, regia di Bartek Konopka e Anna Wydra
- 2011
  - Strangers No More, regia di Karen Goodman e Kirk Simon
  - Killing in the Name, regia di Jed Rothstein
  - Poster Girl, regia di Sara Nesson
  - Sun Come Up, regia di Jennifer Redfearn
  - The Warriors of Qiugang, regia di Ruby Yang
- 2012
  - Saving Face, regia di Daniel Junge e Sharmeen Obaid-Chinoy
  - The Barber of Birmingham: Foot Soldier of the Civil Rights Movement, regia di Robin Fryday e Gail Dolgin
  - God is the Bigger Elvis, regia di Rebecca Cammisa e Julie Anderson
  - Incident in New Baghdad, regia di James Spione
  - The Tsunami and The Cherry Blossom, regia di Lucy Walker e Kira Carstensen
- 2013
  - Inocente, regia di Sean Fine e Andrea Nix Fine
  - Kings Point, regia di Sari Gilman
  - Mondays at Racine, regia di Cynthia Wade
  - Open Heart, regia di Kief Davidson
  - Redemption, regia di Jon Alpert e Matthew O’Neill
- 2014
  - The Lady in Number 6: Music Saved My Life, regia di Malcolm Clarke e Nicholas Reed
  - CaveDigger, regia di Jeffrey Karoff
  - Facing Fear, regia di Jason Cohen
  - Karama Has No Walls, regia di Sara Ishaq
  - Prison Terminal: The Last Days of Private Jack Hall, regia di Edgar Barens
- 2015
  - Crisis Hotline: Veterans Press 1, regia di Ellen Goosenberg Kent
  - Joanna, regia di Aneta Kopacz
  - Nasza klatwa, regia di Tomasz Sliwinski
  - La parka, regia di Gabriel Serra
  - White Earth, regia di J. Christian Jensen
- 2016
  - A Girl in the River: The Price of Forgiveness - regia di Sharmeen Obaid-Chinoy
  - Body Team 12 - regia di David Darg e Bryn Mooser
  - Chau, Beyond The Lines - regia di Courtney Marsh e Jerry France
  - Claude Lenzmann: Spectres Of The Shoah - regia di Adam Benzine
  - Last Dat Of Freedom - regia di Dee Hibert e Jones Nomi Talisman
- 2017
  - The White Helmets, regia di Orlando von Einsiedel e Joanna Natasegara
  - 4.1 Miles, regia di Daphne Matziaraki
  - Extremis, regia di Dan Krauss
  - Joe's Violin, regia di Kahane Cooperman
  - Watani: My Homeland, regia di Marcel Mettelsiefen
- 2018
  - Heaven is a Traffic Jam on the 405, regia di Frank Stiefel
  - Edith+Eddie, regia di Laura Checkoway e Thomas Lee Wright
  - Heroin(e), regia di Elaine McMillion Sheldon e Kerrin Sheldon
  - Knife Skills, regia di Thomas Lennon
  - Traffic Stop, regia di Kate Davis e David Heilbroner
- 2019
  - Period. End of Sentence., regia di Rayka Zehtabchi
  - Black Sheep, regia di Ed Perkins
  - End Game, regia di Rob Epstein e Jeffrey Friedman
  - Lifeboat, regia di Skye Fitzgerald
  - A Night at the Garden, regia di Marshall Curry

### 2020
- 2020
  - Learning to Skateboard in a Warzone (If You're a Girl), regia di Carol Dysinger e Elena Andreicheva
  - In the Absence, regia di Yi Seung-jin
  - Life Overtakes Me, regia di Kristine Samuelson e John Haptas
  - St. Louis Superman, regia di Smriti Mundhra e Sami Khan
  - Walk Ran Cha-Cha, regia di Laura Nix
- 2021
  - Colette, regia di Anthony Giacchino e Alice Doyard
  - A Concerto Is a Conversation, regia di Ben Proudfoot e Kris Bowers
  - Do Not Split, regia di Anders Hammer e Charlotte Cook
  - Hunger Ward, regia di Skye Fitzgerald e Michael Scheuerman
  - A Love Song for Latasha, regia di Sophia Nahli Allison e Janice Duncan
- 2022
  - The Queen of Basketball, regia di Ben Proudfoot
  - Audible, regia di Matthew Ogens e Geoff McLean
  - Lead Me Home, regia di Pedro Kos e Jon Shenk
  - Three Songs for Benazir, regia di Elizabeth Mirzaei e Gulistan Mirzaei
  - When We Were Bullies, regia di Jay Rosenblatt
- 2023
  - The Elephant Whisperers, regia di Kartiki Gonsalves e Guneet Monga
  - Haulout, regia di Evgenia Arbugaeva e Maxim Arbugaev
  - How Do You Measure a Year?, regia di Jay Rosenblatt
  - The Martha Mitchell Effect, regia di Anne Alvergue e Beth Levison
  - Stranger at the Gate, regia di Joshua Seftel e Conall Jones
- 2024
  - The Last Repair Shop, regia di Kris Bowers e Ben Broudfott
  - The ABCs of Book Banning, regia di Trish Adlesic, Nazenet Habtezghi e Sheila Nevins
  - The Barber of Little Rock, regia di John Hoffman e Christine Turner
  - Island in Between, regia di S. Leo Chiango
  - Nǎi Nai & Wài Pó, regia di Sean Wang
- 2025
  - The Only Girl in the Orchestra - La storia di Orin O'Brien (The Only Girl in the Orchestra), regia di Molly O'Brien
  - Death by Numbers, regia di Kim A. Snyder
  - I Am Ready, Warden, regia di Smriti Mundhra
  - Incident, regia di Bill Morrison
  - Instruments of a Beating Heart, regia di Ema Ryan Yamazaki